# 願いを星の夜へ‥‥
「願いを星の夜へ‥‥」（ねがいをほしのよるへ）は、 2005年8月3日にリリースした田原俊彦の55作目のシングル。

## 概要
ソロ名義のシングルとしては、2004年に発売された「DANGAN LOVE-弾丸愛-」以来のリリースとなった。
表題曲は、アパグループのCMイメージソングに起用された。

## プロモーション
田原自身の出演分も含め、2005年から2006年にかけて数多のバージョンのCMが放映された。

## リリース
2005年8月3日に、ガウスエンタテインメントのディス・ワンレーベルから発売された。

## 収録曲
| #         | タイトル                           | 作詞      | 作曲       | 編曲       | 時間  |
| --------- | ---------------------------------- | --------- | ---------- | ---------- | ----- |
| 1.        | 「願いを星の夜へ‥‥」               | 山口由子  | 崎谷健次郎 | 柿崎洋一郎 | 5:27  |
| 2.        | 「今夜はギリギリ」                 | 渡辺和紀  | 渡辺和紀   | 渡辺和紀   | 4:14  |
| 3.        | 「願いを星の夜へ‥‥」(Instrumental) |           |            |            | 5:27  |
| 4.        | 「今夜はギリギリ」(Instrumental)   |           |            |            | 4:15  |
| 合計時間: | 合計時間:                          | 合計時間: | 合計時間:  | 合計時間:  | 19:23 |